# Bloc Klein et Sutmar
Le Bloc Klein et Sutmar (en anglais : Klein and Sutmar Block), est un monument historique de la ville d'Oakes, dans l'État du Dakota du Nord, aux États-Unis.

## Description
Le Bloc Klein et Sutmar est situé dans l'Avenue Principale (Main Avenue) et a été édifié en 1904. Son architecture comprend des touches de style italianisant.
Ce monument a été listé dans le Registre national des lieux historiques le 16 octobre 1987. Lors de sa nomination dans cette liste, il a été décrit comme « l'un des seuls bâtiments d'Oakes restant simple avec une facade en métal orné ».